# Кал Гранде I (Тревизо)
Кал Гранде I је насеље у Италији у округу Тревизо, региону Венето.
Према процени из 2011. у насељу је живело 26 становника. Насеље се налази на надморској висини од 34 м.